# La mia firma
La mia firma è un album discografico del cantante italiano Gianni Vezzosi, pubblicato nel 2005 dalla Seamusica.

## Tracce
1. La tua firma – 4:23
2. Comme me manchi – 5:03
3. Male male – 4:31
4. Pe tte aggia chiagnere – 5:06
5. Zingari – 4:45
6. Malufiglio – 2:55
7. Tu pe mme si assaje importante – 4:43
8. Le donne – 6:08
9. La fine di noi due – 4:32
10. Un amore che va via – 4:44